# Institut français du Tchad
Pour les articles homonymes, voir IFT.
L’Institut français du Tchad (IFT), anciennement Centre culturel français de N'Djamena, fait partie du réseau mondial des instituts français.

## Historique
Le « Centre de rayonnement culturel » (CRC) de Fort-Lamy a été créé après l'indépendance du Tchad en 1960.

## Pages associées
- Culture française
- Culture du Tchad
- Éducation au Tchad